# Dagmar Reese
Dagmar Reese (* 19. Mai 1952) ist eine deutsche Soziologin und Historikerin. Zu ihren Arbeitsschwerpunkten gehören die Geschlechtergeschichte und die Geschichte des Nationalsozialismus.

## Leben
Dagmar Reese studierte Soziologie, Politik und Religionswissenschaften an der Albert-Ludwigs-Universität in Freiburg und in Berlin. Von 1984 bis 1991 arbeitete sie als wissenschaftliche Mitarbeiterin am Institut für Soziologie der FU Berlin. 1988 wurde sie mit einer Arbeit zur Geschichte des Bundes Deutscher Mädel (BDM) an der FU Berlin promoviert. 1995/96 war sie Stipendiatin des Förderprogramms Frauenforschung des Berliner Senats. 1997–2002 lehrte sie als DAAD Visiting Professor an der University of Washington in Seattle (USA). Von 2004 bis 2007 arbeitete sie als wissenschaftliche Mitarbeiterin in einem DFG-Projekt über Georg Simmels „Geschlechtertheorien“ am Moses Mendelssohn Zentrum in Potsdam. Reese lebt als wissenschaftliche Autorin in Kleinmachnow.

## Schriften

### Bücher
- (Mit-Hrsg.), Mutterkreuz und Arbeitsbuch. Zur Geschichte der Frauen in der Weimarer Republik und im Nationalsozialismus. Fischer Taschenbuch, Frankfurt/Main 1981, ISBN 978-3596237180.
- Straff, aber nicht stramm – herb, aber nicht derb. Zur Vergesellschaftung von Mädchen durch den Bund Deutscher Mädel im sozialkulturellen Vergleich zweier Milieus. Beltz, Weinheim/Basel 1989, ISBN 3-407-58310-9 (Diss. FU Berlin 1987). Englische Ausgabe: Growing up Female in Nazi Germany. University of Michigan Press, Ann Arbor 2006, ISBN 978-0-472-06938-5.
- (Mit-Hrsg.), Rationale Beziehungen? Geschlechterverhältnisse im Rationalisierungsprozess, Frankfurt/Main: edition suhrkamp, 1993, ISBN 3-518-11802-1
- (Hrsg.): Die BDM-Generation. Weibliche Jugendliche in Deutschland und Österreich im Nationalsozialismus. Verlag für Berlin-Brandenburg, Berlin 2007, ISBN 978-3-86650-530-8.
- Akt und Anstand. Der Skandal um den Gustav Graeff Prozess, Berlin 1885, Köln: Böhlau 2014, ISBN 978-3-412-22250-5.
- (Mit-Hrsg.), Annemarie Tröger, Kampf um feministische Geschichten. Texte und Kontexte 1970-1990. Göttingen: Wallstein, 2021, ISBN 978-3-8353-3788-6.

### Aufsätze
- Skandal und Ressentiment: Das Beispiel des Berliner Sklarek-Skandals 1929. In: Rolf Ebbighausen / Sighard Neckel (Hg.): Anatomie des politischen Skandals. Frankfurt/Main 1989: Suhrkamp, ISBN 978-3-518-11548-0, S. 374–395.
- Günter Grass and the Secret. In: Dissent, Winter 2007, S. 36 f.
- Zum Stellenwert der Freiwilligkeit. Hitler-Jugend und NSDAP-Mitgliedschaft. In: Mittelweg 36, Jg. 19 (2010), Juni/Juli, S. 63–83.
- Paradoxien der Freiheit: Georg Simmels Philosophie und Soziologie der Geschlechter. In: "... und handle mit Vernunft". Beiträge zur europäisch-jüdischen Beziehungsgeschichte. Hg. Gideon Botsch und Irene Diekmann, Hildesheim: Olms, 2012, ISBN 978-3-487-14736-9, S. 506–521.